# 柳紫閃蛺蝶
柳紫閃蛺蝶（學名：Apatura ilia），是一種原生於大多數歐洲地區並向東延伸至古北界的蝴蝶物種。其名稱源自其與紫閃蛺蝶相似之處。

## 外型描述
雌蝶的翼展為55—60 mm（2.2—2.4英寸），雄蝶為60—70 mm（2.4—2.8英寸）。
翅膀背面呈深褐色，雄蝶具有金屬藍紫光澤，後翅有一條清晰的後盤帶，前翅上則有數個淺色斑點。這些淺色區域可能呈現兩種不同型態：名義型ilia上的斑塊為白色，而clytie型則為淺黃褐色。兩型的前翅皆有一個橙色的眼斑，使之得以與紫閃蛺蝶區分。兩種蝶的後翅亦有類似的眼斑。
前翅腹面為褐色，後翅背面則呈暗褐色，如紫閃蛺蝶一般，其上亦有一個橙色且中央為黑色的眼斑。

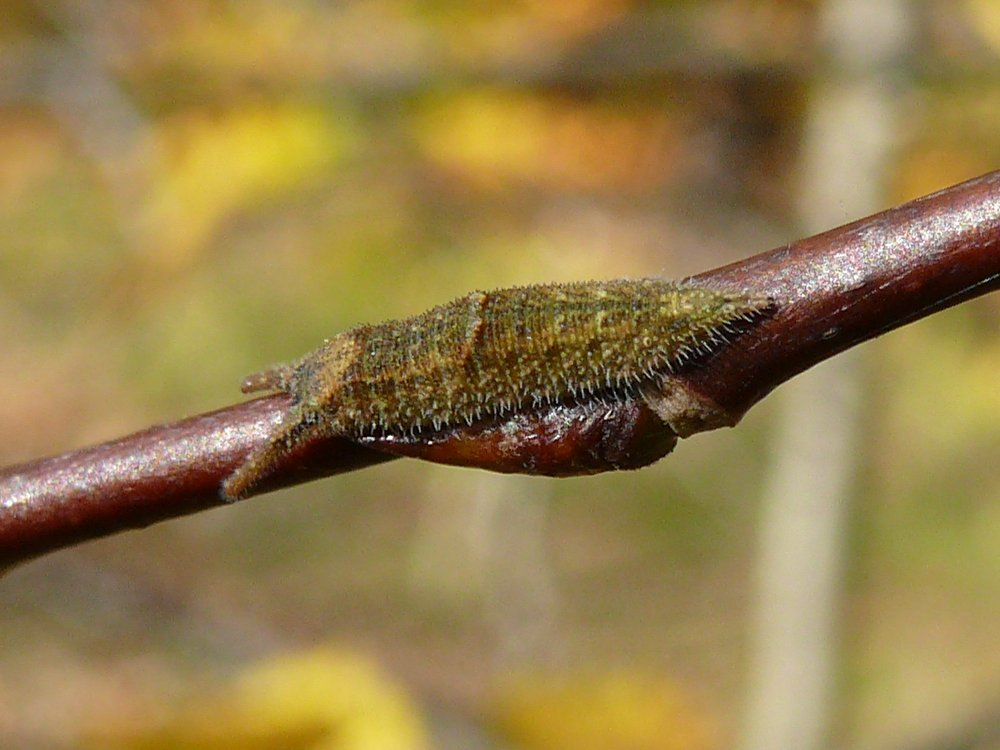
毛蟲
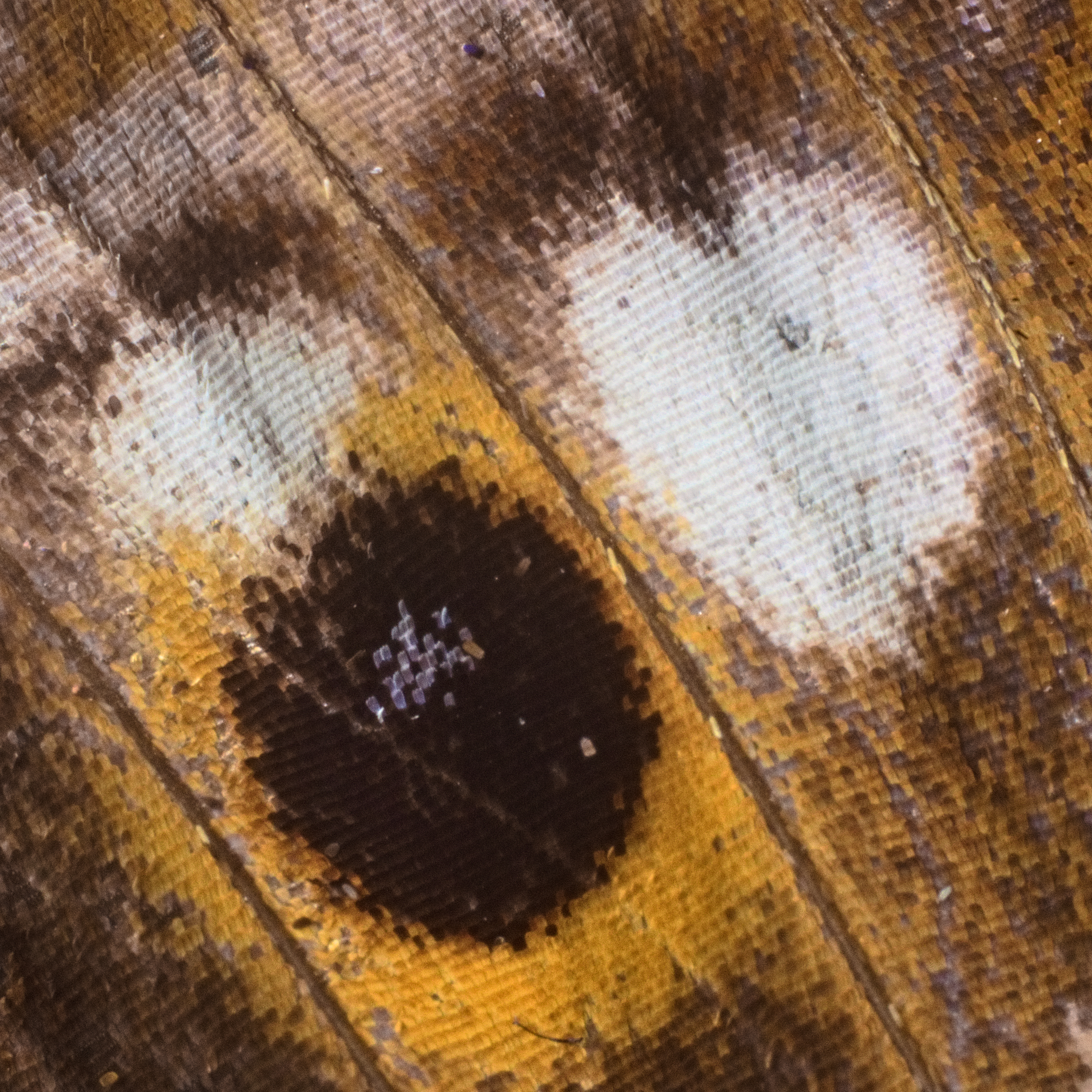
Apatura ilia雄蝶右前翅腹面上的黑色斑點
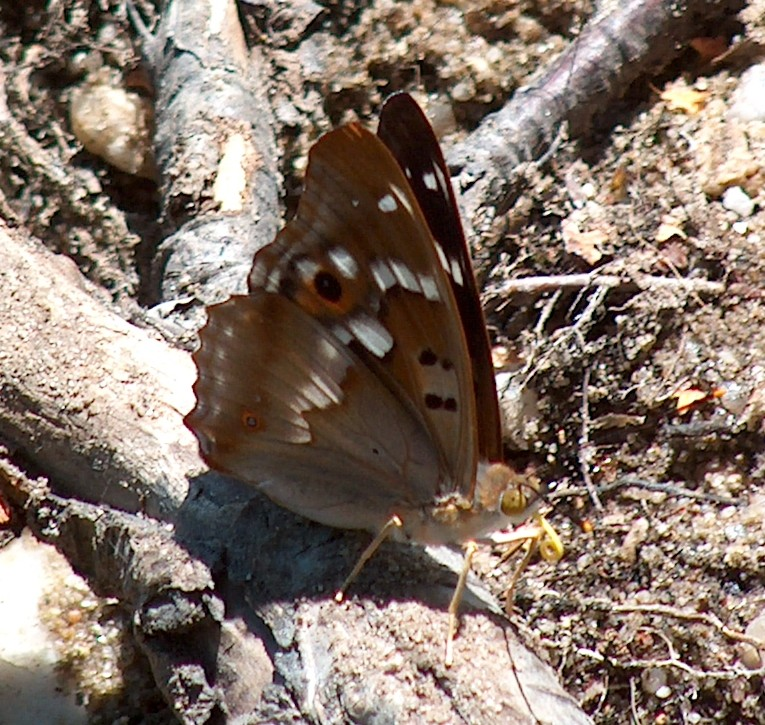
德國
A. i. ilia f. clytie合成圖，匈牙利
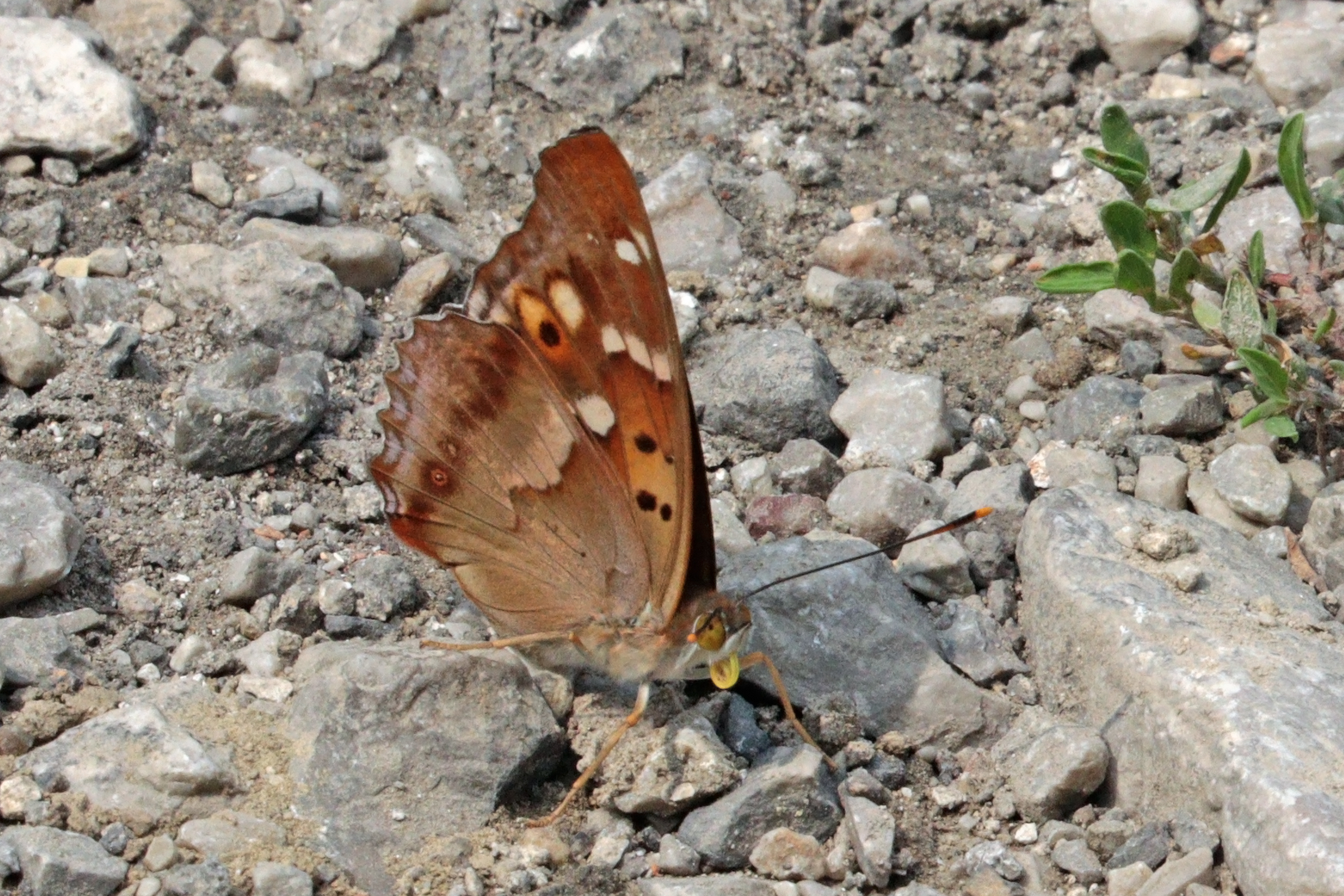
A. i. ilia f. clytie, 匈牙利

標本圖集

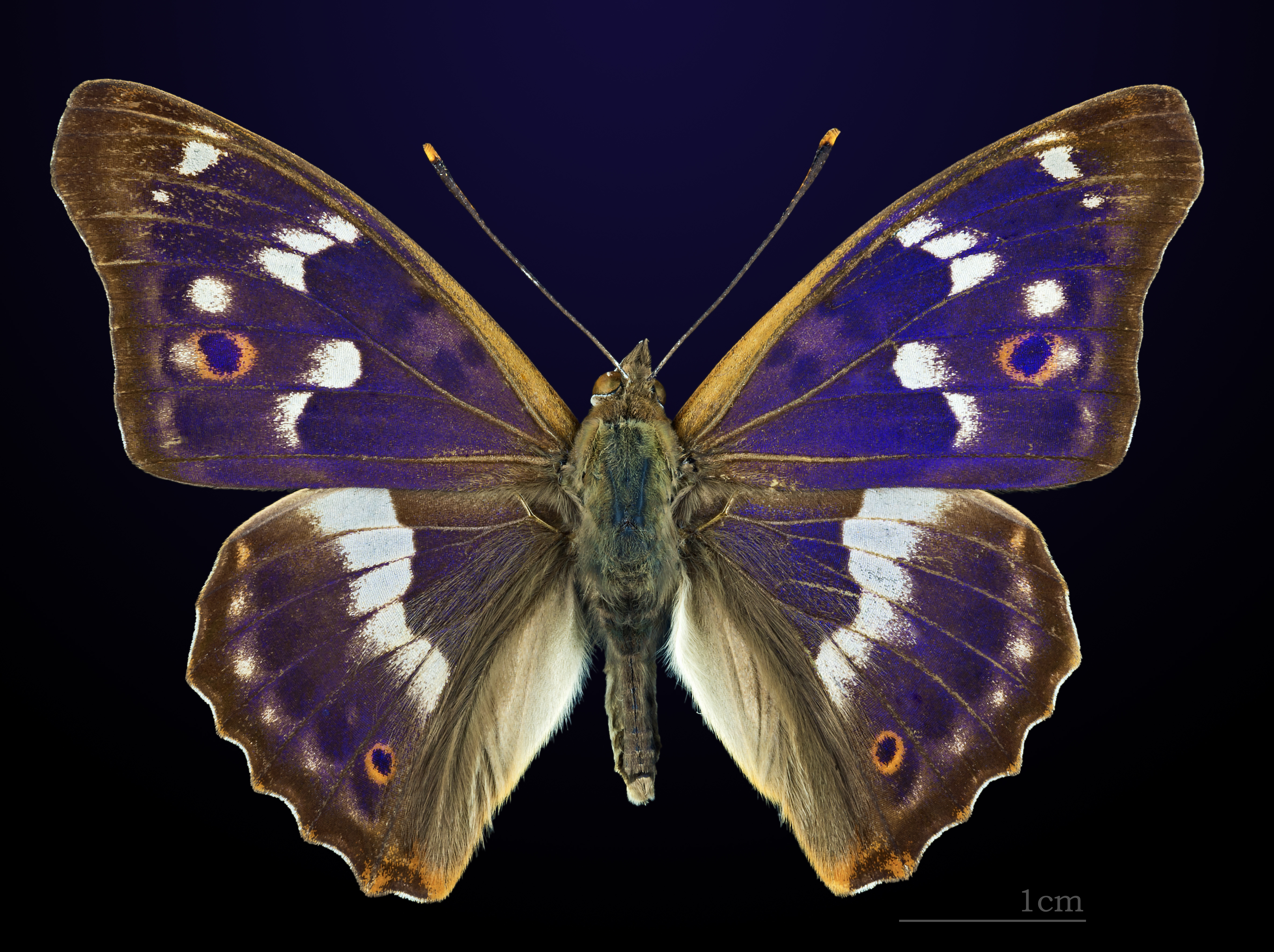
Apatura ilia ilia，雄蝶背面
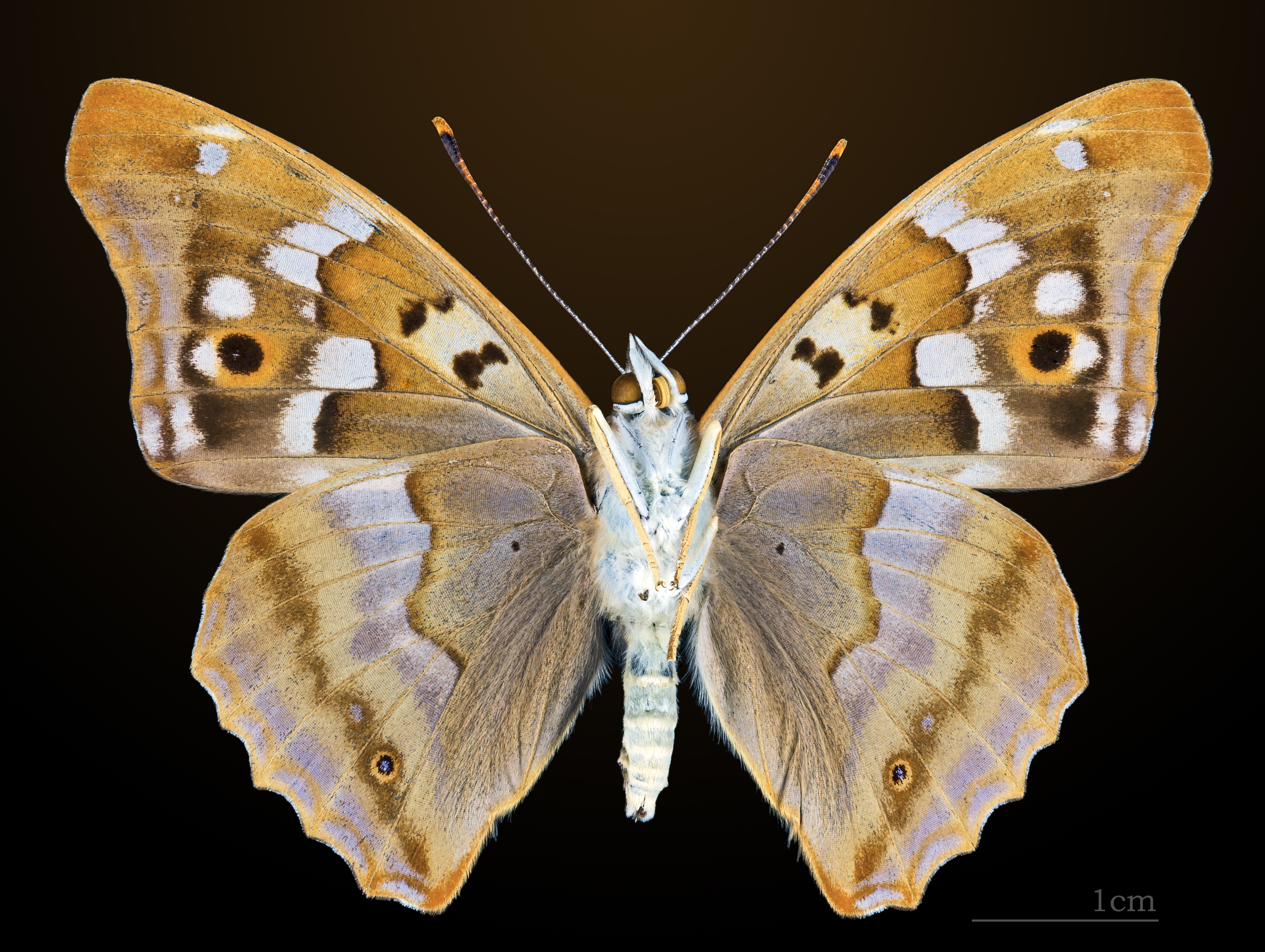
Apatura ilia ilia，雄蝶腹面
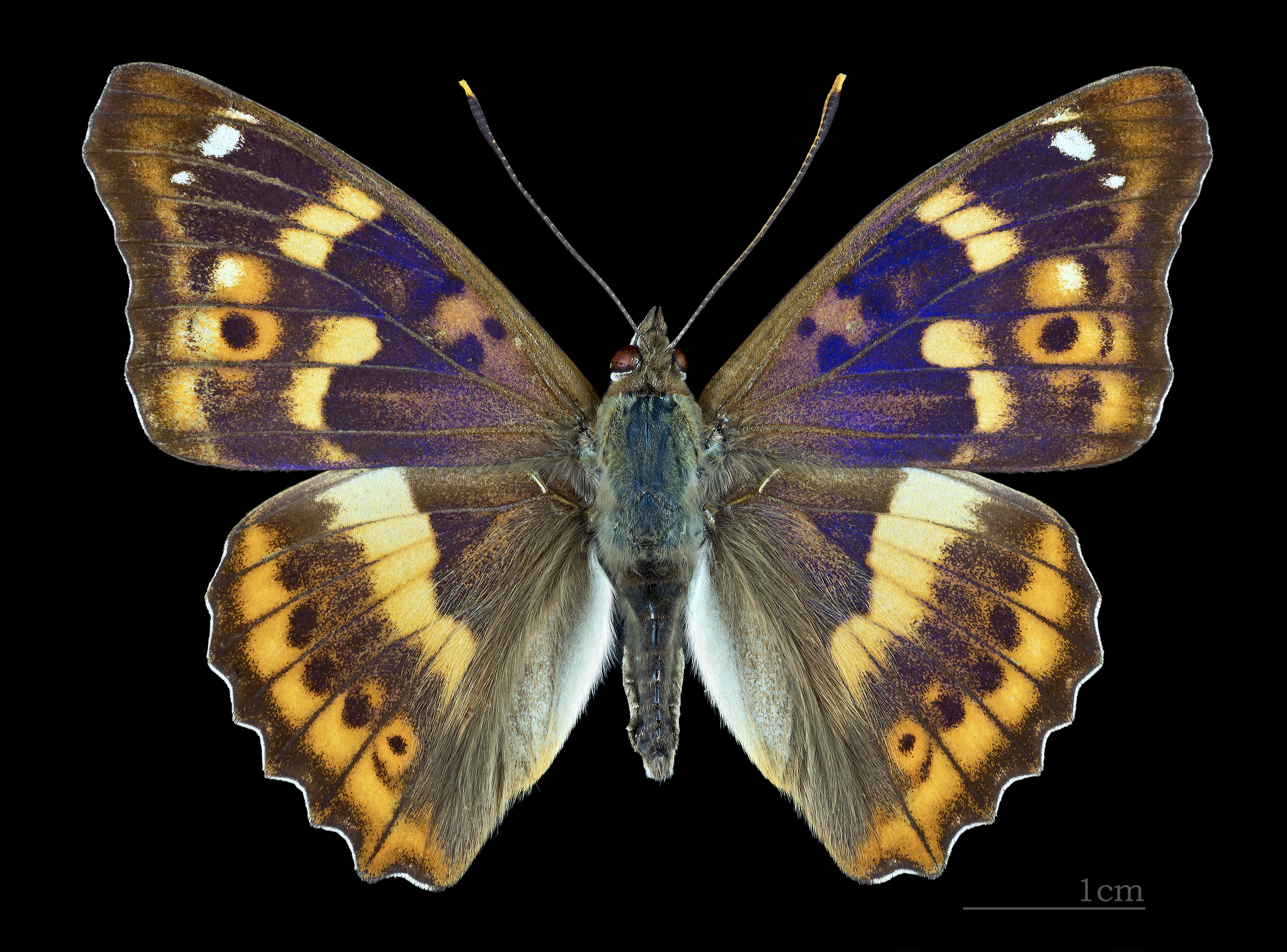
Apatura ilia ilia f. clytie，雄蝶背面
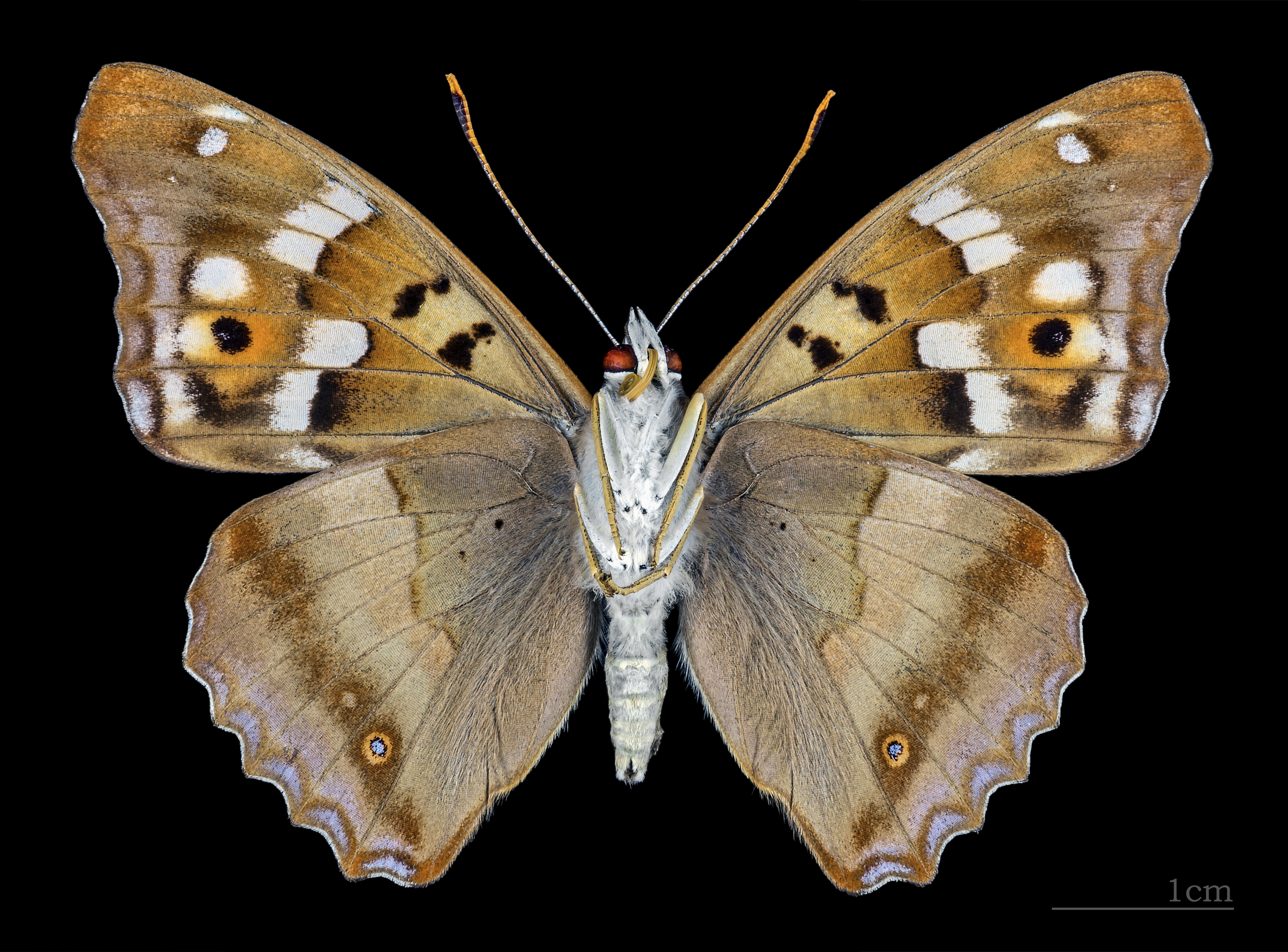
Apatura ilia ilia f. clytie，雄蝶腹面

## 生物學
柳紫閃蛺蝶成蟲的飛行期為五月至九月，每年一代或兩代。牠以樹上的蜜露為食，並在樹頂附近飛行。只有在尋找水分、蜜露灌木或排泄物時才會降落。
卵單獨產於葉片上。毛蟲的寄主植物為柳樹與楊樹，尤其是歐洲山楊與黑楊。幼蟲會在同一年化蛹，或以幼蟲越冬，越冬時變成棕色，附著於小枝上。灰綠色的蛹懸掛於葉片或小枝上。

## 生態與分布
此物種分布於大部分歐洲地區及橫跨古北界直到日本。然而，在歐洲的地中海島嶼及最南端地區，包括大部分西班牙與葡萄牙、義大利南部與希臘，乃至北歐國家（如丹麥、瑞典、挪威、波蘭、德國北部與不列顛群島）皆未見其蹤跡。
此物種屬於歐洲35種蝴蝶之一，生態學家擁有足夠數據以評估其在歐洲的可能遷徙範圍。在這35種蝴蝶中， 柳紫閃蛺蝶是唯一北界略微向南移動，而南界則保持穩定的物種。

## 文化參考
- 種小名「Ilia」來自羅馬神話，是羅馬神話中羅穆盧斯與瑞摩斯的母親。
- 1987年3月，朝鮮民主主義人民共和國發行一枚描繪 Apatura ilia 的郵票。[1]

## 外部連結
- Apartura ilia （页面存档备份，存于） at Native Butterflies of Europe